# مارك ديفلن
مارك ديفلن (بالإنجليزية: Mark Devlin)‏ هو لاعب كرة قدم بريطاني، ولد في 18 يناير 1973 في Irvine, North Ayrshire ‏ في المملكة المتحدة. لعب مع ستوك سيتي ونادي إكزتر سيتي.

## وصلات خارجية
- مارك ديفلن على موقع قاعدة بيانات كرة القدم.إي يو (الإنجليزية)
- مارك ديفلن على موقع Soccerbase.com (لاعب) (الإنجليزية)